# Lutzomyia fischeri
Lutzomyia fischeri är en tvåvingeart som först beskrevs av Pinto C. 1926.  Lutzomyia fischeri ingår i släktet Lutzomyia och familjen fjärilsmyggor. Inga underarter finns listade i Catalogue of Life.